# Aleksander Ronikier
Aleksander Jan Ronikier (ur. 13 lutego 1942 w Nowym Targu, zm. 4 października 2023) – polski naukowiec i działacz sportowy, pracownik naukowy Akademii Wychowania Fizycznego w Warszawie, prezes Zarządu Głównego Akademickiego Związku Sportowego (1991–1999), koszykarz, mistrz (1967) i reprezentant Polski.

## Życiorys
W 1959 ukończył Liceum w Aninie, w 1963 studia na Wydziale Rehabilitacji Akademii Wychowania Fizycznego w Warszawie, w 1971 ukończył także studia na Wydziale Biologii Uniwersytetu Marii Curie-Skłodowskiej w Lublinie. W czasie studiów został zawodnikiem AZS-AWF Warszawa, w 1960 wywalczył z tą drużyną mistrzostwo Polski juniorów, w 1962 wicemistrzostwo, w 1967 mistrzostwo Polski seniorów. Karierę zakończył w 1970. W latach 1961–1964 wystąpił w 16 spotkaniach reprezentacji Polski.
Po studiach pozostał pracownikiem warszawskiej AWF, tam w 1970 obronił pracę doktorską Typ czynnościowy układu nerwowego człowieka a zdolność do pracy fizycznej na podstawie badań energetyki pracy napisaną pod kierunkiem Wiesława Romanowskiego, w 1983 habilitował się na podstawie pracy Czynniki warunkujące wydolność fizyczną dzieci. W 1993 otrzymał tytuł profesora nauk o kulturze fizycznej.
Pracował początkowo w Katedrze Anatomii, następnie Zakładzie Fizjologii AWF, w latach 1975–1980 był zastępcą dyrektora Instytutu nauk Biologicznych AWF, w latach 1980–1984 wykładał na Wydziale Zdrowia i Wychowania Fizycznego Uniwersytetu w Zarii. Po utworzeniu na AWF w 1984 Wydziału Rehabilitacji został jego prodziekanem ds. nauki, w latach 1987–1993 był dziekanem Wydziału, kierował Zakładem (od 1994 Katedrą) Biologicznych Podstaw Rehabilitacji, a w ramach tej Katedry Zakładem Fizjologii i Diagnostyki Czynnościowej.
W 1989 należał do założycieli Polskiego Towarzystwa Rehabilitacji, był członkiem jego zarządu oraz redaktorem naczelnym wydawanego przez AWF Warszawa pod patronatem PTRech kwartalnika Postępy Rehabilitacji, otrzymał godność członka honorowego PTRech. Od 1994 jest członkiem korespondentem Towarzystwa Naukowego Warszawskiego.
W latach 1977–1980 był wiceprezesem ds. sportu, a w latach 1991–1999 prezesem Zarządu Głównego Akademickiego Związku Sportowego, w latach 1999–2001 członkiem zarządu Polskiego Komitetu Olimpijskiego z ramienia AZS. Członkiem zarządu PKOL był już od 1997, w 2001 został wybrany wiceprezesem PKOL ds. współpracy międzynarodowej. Od 1977 uczestniczył w pracach Międzynarodowej Federacji Sportu Uniwersyteckiego (FISU) (1977–1983 jako audytor, 1979–1983 członek Komisji Naukowej, 1987–1995 członek Komitetu Wykonawczego), w 1995 został jako pierwszy Polak członkiem honorowym FISU. Był także członkiem rady FIBA ds. koszykówki osób niepełnosprawnych.
Był odznaczony Krzyżem Kawalerskim, a w 2004 Krzyżem Oficerskim Orderu Odrodzenia Polski. W 2017 został nagrodzony medalem Kalos Kagathos.
Jego dziadkiem był Bogdan Jaxa-Ronikier.